# Ocobamba (distrito de Chincheros)
O Distrito peruano de Ocobamba é um dos oito distritos que formam a Província de Chincheros, situada no Apurímac, pertencente a Região Apurímac, Peru.

## Transporte
O distrito de Ocobamba é servido pela seguinte rodovia:
- AY-102, que liga a cidade de Talavera ao distrito de Huaccana[2][3][4]